# Meziluží (Libošovice)
Meziluží je malá vesnice, část obce Libošovice v okrese Jičín. Nachází se asi 2,5 kilometru severozápadně od Libošovic. Meziluží leží v katastrálním území Dobšice o výměře 2,82 km².

## Název
Název vesnice je odvozen od její polohy mezi luhy, přičemž staročeské slovo luh označovalo les, háj nebo lesní palouk. V historických pramenech se název objevuje ve tvarech: Mezyluzie (1406), Meziluzij (1437), Mezylužij (1556), Mezyluž (1790 a 1834).

## Historie
Roku 1438 vesnici koupil Mikuláš Zajíc z Hazmburka a připojil ji k panství hradu Kost.

## Pamětihodnosti
- Přírodní rezervace Podtrosecká údolí
- Přírodní památka Meziluží